# Lew Borissowitsch Kamenew

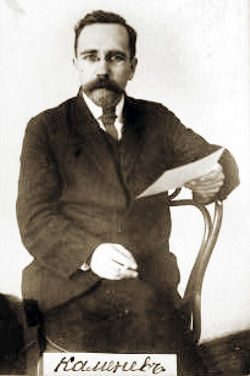
Lew Kamenew (1918)

Lew Borissowitsch Kamenew (russisch Лев Бори́сович Ка́менев anhörenⓘ, geboren als Leo Rosenfeld; * 6. Julijul. / 18. Juli 1883greg. in Moskau; † 25. August 1936 ebenda) war ein russischer und sowjetischer Politiker. Er wurde im Zuge der Stalinschen Säuberungen hingerichtet.

## Leben

### Herkunft
Kamenew („Der Steinerne“) wurde am 18. Juli 1883 als Sohn von Boris Rosenfeld, einem getauften Juden, der bei der Moskau-Kursk-Eisenbahn als Lokomotivführer arbeitete, geboren. Sein Vater hatte das Petersburger Technologische Institut absolviert und seine Mutter die Bestuschewsche Frauenhochschule. Im Jahr 1901 bestand Kamenew die Reifeprüfung am Gymnasium in Tiflis und begann, in Moskau Jura zu studieren. Im selben Jahr trat er der Sozialdemokratische Arbeiterpartei Russlands (SDAPR) bei. Nach einer kurzen Haft 1902 gab er sein Studium auf und wurde als „Berufsrevolutionär“ für die Partei tätig. In Tiflis lernte er Josef Stalin kennen. 1902 bereiste Kamenew Europa und traf Wladimir Iljitsch Lenin und weitere Exilanten. Er heiratete Olga Bronstein, die Schwester des damals bei den Sozialdemokraten einflussreichen Leo Trotzki.

### Frühe politische Aktivitäten
Im Jahr 1905 kehrte Kamenew nach Russland zurück, um an der ersten (niedergeschlagenen) Revolution von 1905 teilzunehmen. Er wurde 1907 verhaftet und verbrachte ein Jahr im Gefängnis. Nach seiner Entlassung 1908 ging er wieder in den Untergrund, wurde in Genf einer der engsten Mitarbeiter Lenins und unterstützte ihn bei der Herausgabe der bolschewistischen Propaganda-Organe, unter anderem der Zeitung Der Proletarier. Gemeinsam mit Lenin und Sinowjew bekämpfte er in der Partei die Gruppe der „Otsowisten“ um Bogdanow und Lunatscharski.
1914 kehrte er nach Petersburg zurück, um dort die halb-legale Prawda herauszugeben und die Bolschewiki-Fraktion in der Duma zu leiten. Nach Ausbruch des Ersten Weltkriegs wurde er verhaftet und blieb bis 1917 in der Verbannung in Sibirien, wo er wieder auf Stalin traf. In Atschinsk erfuhr er von der Februarrevolution und unterschrieb mit Anderen ein Telegramm, in dem er Großfürst Michail zu dessen Entscheidung beglückwünschte, auf die Zarenkrone zu verzichten. Am 12. März traf er zusammen mit Stalin in Petrograd ein.
In seinem Prawda-Artikel Die provisorische Regierung und die revolutionäre Sozialdemokratie forderte er, dass die Bolschewiki die Provisorische Regierung unterstützen sollten. Am nächsten Tag plädierte er in dem Artikel Ohne Geheimdiplomatie für die revolutionäre Vaterlandsverteidigung gegen das Deutsche Reich.

### Kamenew während der Oktoberrevolution

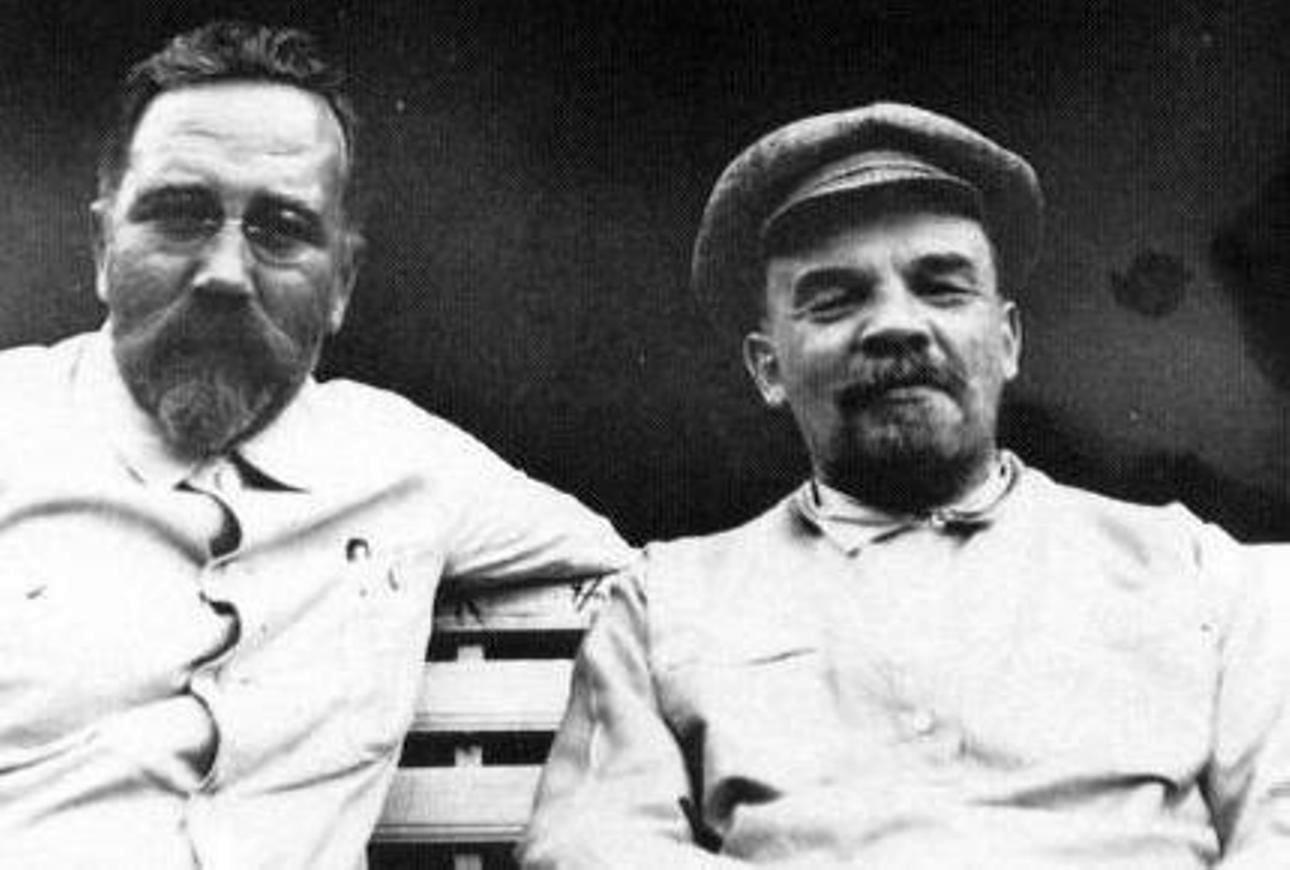
Kamenew (links) mit Lenin nach dessen erstem Schlaganfall (1922)

Am 3. April 1917 traf Lenin wieder in Russland ein und kritisierte Kamenew umgehend wegen dieser Artikel. Dieser wiederum lehnte Lenins Aprilthesen ab. Auf der 7. Gesamtrussischen Konferenz der SDAPR(B) vom 24. bis 29. April 1917 warf er Lenin vor, nicht die tatsächliche Lage zu erkennen, denn sie zwinge die Partei dazu, mit der Provisorischen Regierung zusammenzuarbeiten. Dennoch wurden Lenins Thesen angenommen und zur Grundlage der Parteipolitik gemacht.
Kamenew wurde anschließend trotz seiner zuvor schwankenden Haltung zur Revolution erstmals ins Zentralkomitee der Partei gewählt. Dabei wurde das in verschiedenen Zeitungen veröffentlichte Telegramm mit der Unterschrift Kamenews kritisiert, doch Lenin stellte sich hinter Kamenew, der in der Prawda eine Gegendarstellung veröffentlichte.
Als in der Sitzung vom 15. September Lenins erste Briefe über die Vorbereitung des Aufstands verlesen wurden, schlug er vergeblich vor, die Briefe zu verbrennen. In der Sitzung vom 27. Septemberjul. / 10. Oktobergreg. stimmte er zusammen mit Sinowjew gegen den Beschluss, zum bewaffneten Aufstand der Oktoberrevolution überzugehen. Stattdessen sollte das Zusammentreten der Verfassunggebenden Versammlung abgewartet werden.
Zusammen mit Sinowjew wandte er sich am 18. Oktoberjul. / 31. Oktober 1917greg. in einem Artikel für Julius Martows Zeitung Nowaja Shisn („Das Neue Leben“) gegen den Aufstandsplan. Lenin forderte daraufhin den sofortigen Ausschluss der beiden aus der Partei. Kamenew wurde im Gegensatz zu Sinowjew kurzzeitig aus dem Zentralkomitee ausgeschlossen.

### Mitglied der bolschewistischen Regierung
Nach dem Sieg der Oktoberrevolution trat Kamenew für eine Koalitionsregierung ein, die auch sozialistisch orientierte Parteien einschließen sollte, die sich gegen die Bildung der ersten Sowjetregierung ausgesprochen hatten. Vom 9. bis 21. November 1917 war Kamenew der erste Vorsitzende des Gesamtrussischen Zentralexekutivkomitees (GZEK) und damit kurzzeitig Staatsoberhaupt Sowjetrusslands. Von 1917 bis 1926 war er Mitglied des Zentralkomitees und von 1919 bis 1926 Mitglied des Politbüros des Zentralkomitees der Sozialdemokratischen Arbeiterpartei Russlands (Bolschewiki) bzw. nach ihrer Umbenennung im Jahr 1918 der Kommunistischen Partei Russlands (Bolschewiki), aus der später die KPdSU hervorging. Er war Leiter des Exekutivkomitees des Moskauer Sowjets und stellvertretender Vorsitzender des Rates der Volkskommissare. Während der Friedensverhandlungen in Brest-Litowsk war er 1918 Vorsitzender der Delegation der bolschewistischen Regierung und verteidigte anschließend den umstrittenen Friedensvertrag.
1920 hielt er aus Anlass von Lenins 50. Geburtstag eine ausführliche Rede im Gebäude der Moskauer Parteiorganisation. Er behauptete, Lenin benötige Worte des Lobes nicht und das Proletariat sei nicht gewohnt, seine Führer mit Worten und Orden zu ehren. Die Rede fand wenig Beifall.
Im selben Jahr entsandte ihn die Regierung nach London, wo er um Unterstützung im polnisch-sowjetischen Krieg bat. Er erhielt die Zusicherung, dass die britische Regierung Moskau bei den Forderungen nach den ebenfalls von Warschau beanspruchten Gebieten östlich der Curzon-Linie unterstützen werde.
1922 förderte er die Berufung Stalins auf das neu geschaffene Amt des Generalsekretärs. Zusammen mit Sinowjew und Stalin bildete er in der folgenden Zeit eine „Troika“ und war darin wesentlich an der zunehmenden Isolierung Trotzkis beteiligt.
Nach Lenins Tod 1924 gehörte er zu den Rednern bei der Trauerzeremonie. Kamenew betonte, Lenin habe auch dann, wenn er allein war, nie den Glauben an die schöpferische Kraft der Volksmassen verloren. Danach erhielt er das Amt des Vorsitzenden des Rats für Arbeit und Verteidigung.
Auf dem 13. Parteitag 1924 setzte er sich dafür ein, dass der Rat Lenins in dessen „Testament“, Stalin abzulösen, nicht in die Tat umgesetzt wurde. Zusammen mit Sinowjew arbeitete er lediglich ein Dokument aus, in dem Stalin aufgefordert wurde, die kritischen Anmerkungen Lenins zu respektieren.

### Der Abstieg
Ursprünglich ein enger Weggefährte von Josef Stalin, geriet Kamenew bald darauf mit Stalin in innerparteilichen Konflikt. In einem Bericht während der Lehrgänge der Sekretäre der Kreiskomitees kritisierte Stalin Kamenews Äußerung über die Existenz einer Parteidiktatur. Daraufhin verurteilte das Politbüro Stalins Kritik als nicht kameradschaftlich. Stalin bot sofort seinen Rücktritt an, der auch von Kamenew abgelehnt wurde.
Als Trotzki in seinem Werk Die Lehren des Oktober Sinowjew und Kamenew im Herbst 1924 wegen ihrer zögerlichen Rolle während der Revolution 1917 hart angriff, spielten diese ihrerseits Trotzkis Rolle bei der Revolution herab und stellten ihre Meinungsverschiedenheiten mit Lenin als belanglos hin. Sie forderten Trotzkis Parteiausschluss, erreichten zunächst aber nur dessen Abberufung als Volkskommissar für Militärangelegenheiten.
Als Stalin am 19. November 1924 bei seinem Auftritt vor dem Plenum der kommunistischen Fraktion im Zentralrat der sowjetischen Gewerkschaften Trotzki hart attackierte, verteidigte er zugleich Kamenew und Sinowjew vor Angriffen Trotzkis. Er bescheinigte ihnen, immer gute Leninisten und Bolschewisten gewesen zu sein.
Bei einer Politbürositzung sorgte Kamenew Anfang 1925 für Unmut, als er die technische und wirtschaftliche Rückständigkeit und die kapitalistische Umgebung der Sowjetunion zu unüberwindlichen Hindernissen für den Aufbau des Sozialismus erklärte. Auf dem ZK-Plenum vom 17. bis zum 20. Januar 1925 machte Kamenew den Vorschlag, Trotzki vom Amt des Volkskommissars für Heer und Flotte und als Vorsitzenden des Revolutionären Kriegsrates abzulösen und Stalin zu seinem Nachfolger zu ernennen. Der Vorschlag wurde mit Mehrheit abgelehnt.
Bei der 14. Parteikonferenz Ende April 1925 hatte Kamenew turnusgemäß und gleichzeitig zum letzten Mal den Vorsitz inne. Die Konferenz kam entgegen Kamenews Meinung zu dem Schluss, dass der Aufbau des Sozialismus in der UdSSR möglich sei.
Kamenew beanstandete die seiner Meinung nach zu bauernfreundliche Politik der Regierung und wurde dafür 1925 in Stalins Buch Probleme des Leninismus ebenso wie Sinowjew scharf kritisiert. Kamenew verlor 1925/26 zusammen mit Sinowjew als Exponent der linken Opposition nach und nach alle seine Partei- und Staatsämter. Auf dem 14. Parteitag, der den Aufbau des Sozialismus in einem Land als möglich verkündete, hielt er am 21. Dezember 1925 anlässlich Stalins Geburtstag eine mutige Rede. Dabei sprach er sich dagegen aus, einen Führer zu schaffen, und betonte ausdrücklich: „Ich bin zu der Überzeugung gekommen, daß Genosse Stalin nicht die Aufgabe desjenigen erfüllen kann, der den bolschewistischen Stab vereinen und zusammenhalten kann.“ Der Großteil der Parteitagsdelegierten skandierte daraufhin jedoch: „Stalin! Stalin!“
Kamenew wurde daraufhin vom Amt des Stellvertretenden Vorsitzenden des Rats der Volkskommissare und des Vorsitzenden des Rats für Arbeit und Verteidigung abgelöst. Er blieb zunächst noch Politbüromitglied, im Oktober 1926 verlor er seinen Status als Kandidat des Politbüros. Er wandte sich nun mit Sinowjew Trotzki zu.
Als im Dezember 1927 auf dem 15. Parteikongress Trotzki und Sinowjew wegen oppositioneller Tätigkeit aus der Kommunistischen Partei ausgestoßen wurden, versuchte er für die beiden zu sprechen, kam aber nicht zu Wort. Stattdessen rief Stalin: „Verlogener, pharisäischer, verbrecherischer und verderbter als Kamenjew hat bisher kein Führer der Opposition von dieser Tribüne gesprochen.“ Als Kamenew den vom Kongress geforderten sofortigen Widerruf und ein Reuebekenntnis verweigerte, wurde er am 18. Dezember 1927 aus der Partei ausgeschlossen.
Schon am Tag darauf gab er mit Sinowjew und anderen eine feierliche Erklärung ab, in der er seine Ansichten widerrief. Der Kongress weigerte sich jedoch, diese Erklärung anzunehmen, und überließ die Entscheidung über Kamenews Wiederaufnahme dem Generalsekretariat.
Bei der Beisetzung Joffes hielt er neben anderen eine Ansprache. 1928 wurde er wieder in die Partei aufgenommen und zum Direktor des Instituts für Weltliteratur ernannt. 1932 wurde er wie Sinowjew zum zweiten Mal aus der Partei ausgestoßen und nach Sibirien verbannt. Im Mai 1933, nachdem sie erneut widerrufen hatten, konnten sie aus ihrem Verbannungsort wieder zurückkehren. Für seine Begnadigung hatte sich besonders Gorki bei Stalin eingesetzt.
Auf dem 17. Parteitag im Januar/Februar 1934 trat er noch einmal auf. Dabei pries er die „Epoche Stalins“ und erklärte zu seiner eigenen Person: „Ich möchte sagen, daß ich jenen Kamenew, der von 1925 bis 1933 gegen die Partei und ihre Führung gekämpft hat, für einen politischen Leichnam halte.“
Nach dem Attentat auf Kirow am 1. Dezember 1934 wurde ihm und Sinowjew öffentlich vorgeworfen, Drahtzieher des Attentates zu sein. Bald darauf wurde er während der Stalinschen Säuberungen verhaftet und in einem geheimen Prozess angeklagt. Zunächst wurde er 1935 zu fünf Jahren Haft verurteilt. Im selben Jahr fand ein neuer Prozess gegen ihn statt, wobei die Strafe auf zehn Jahre verlängert wurde.
Wie Sinowjew wurde er im ersten Schauprozess, dem „Prozess der Sechzehn“ im August 1936 zum Tode verurteilt und danach hingerichtet. Kamenew wurde 1988 in der Sowjetunion rehabilitiert und postum wieder in die KPdSU aufgenommen.
Die Kugeln, mit denen Kamenew und Sinowjew getötet wurden, wurden in ein kleines Glaskästchen mit dem darauf geschriebenen Namen des Opfers gesteckt und vom Geheimdienstchef Genrich Jagoda privat behalten. Nachdem Jagoda exekutiert worden war, übernahm sein Nachfolger Nikolai Jeschow die Kugeln, die nach dessen Exekution in den Besitz seines Nachfolgers, Lawrenti Beria, übergingen, der dann auch exekutiert wurde.

## Nachleben und Schicksal der Angehörigen
Die Erinnerung an Kamenew wurde aus der Geschichte getilgt, er verfiel der damnatio memoriae. Berühmtestes Beispiel sind die Photographien, die Grigori Petrowitsch Goldstein am 5. Mai 1920 bei einer Rede Lenins in Moskau gemacht hatte: In den dreißiger Jahren wurden sie nur mit kupiertem Bildrand veröffentlicht, sodass Kamenew und der vor ihm stehende Trotzki nicht mehr zu sehen waren, in den sechziger Jahren wurden die beiden Unpersonen durch Retusche aus dem Bild getilgt: Statt ihrer sah man nun nur noch leere Treppenstufen.
Ende der 1920er Jahre hatte sich Kamenew von seiner Frau Olga getrennt, mit der er zwei Söhne hatte, und lebte danach mit Tatjana Glebowa zusammen, mit der er einen weiteren Sohn hatte. Seine beiden Söhne aus der Ehe mit Olga fielen dem Großen Terror zum Opfer, während seine Ex-Frau Olga im September 1941 bei einer Gefangenenerschießung hingerichtet wurde. Der jüngste Sohn überlebte die Haft in Stalins Arbeitslagern, er starb 1994.

## Belege
1. ↑  Lenin: Brief an die Mitglieder der Partei der Bolschewiki (Lenin Werke. Band 26, S. 204–207) und Lenin: Brief an das Zentralkomitee der SDAPR. (Lenin Werke. Band 26, S. 211–215).
2. ↑  Lenin Werke. Band 26, S. 544. (Anmerkung 54)
3. ↑  Andrzej Nowak: Pierwsza zdrada Zachodu. 1920 - Zapomniany appeasement. Warschau 2015, S. 355–359.
4. ↑  Dimitri Wolkogonow: Stalin, 3. Aufl. 1996, S. 105 und S. 174
5. ↑  Isaac Deutscher: Stalin (1949) 1997, S. 403
6. ↑  Boris Frezinskij: Pisateli i sovetskie voždi. Moskau 2008, S. 61.
7. ↑  Dimitri Wolkogonow: Stalin, 3. Aufl. 1996, S. 295
8. ↑  Klaus Waschik, Wo ist Trotzki? Sowjetische Bildpolitik als Erinnerungskontrolle in den 1930er Jahren, in: Gerhard Paul (Hrsg.), Das Jahrhundert der Bilder, Bd. 1: 1900–1949, Sonderausgabe für die Bundeszentrale für politische Bildung, Bonn 2009, S. 252–259; Tobias Kruse: Ausradierte Genossen, fluter – Magazin der Bundeszentrale für politische Bildung, 12. November 2014 mit Goldsteins Original und der retuschierten Aufnahme ohne Kamenew und Trotzki, Zugriff am 5. April 2017.